# Baai van Eckernförde
De Baai van Eckernförde (Duits: Eckernförder Bucht, Deens: Egernførde Fjord of Egernfjord) is een inham aan de kust van Sleeswijk-Holstein in Duitsland. Het is een tak van de Kielerbocht tussen het schiereiland Dänischer Wohld in het zuiden en het schiereiland Schwansen in het noorden. De baai is ongeveer 17 km lang en 10 km breed bij de ingang. De maximale diepter van de baai is 28 m. De grens met de Kieler Fjord ligt bij de Bülk-vuurtoren. Het ooit beboste schiereiland Dänischer Wohld tussen Kieler Fjord en de Baai van Eckernförde vormde in de Middeleeuwen het grensgebied tussen de Saksen en de Denen. Aan de baai ligt de plaats Eckernförde.

## Geografie

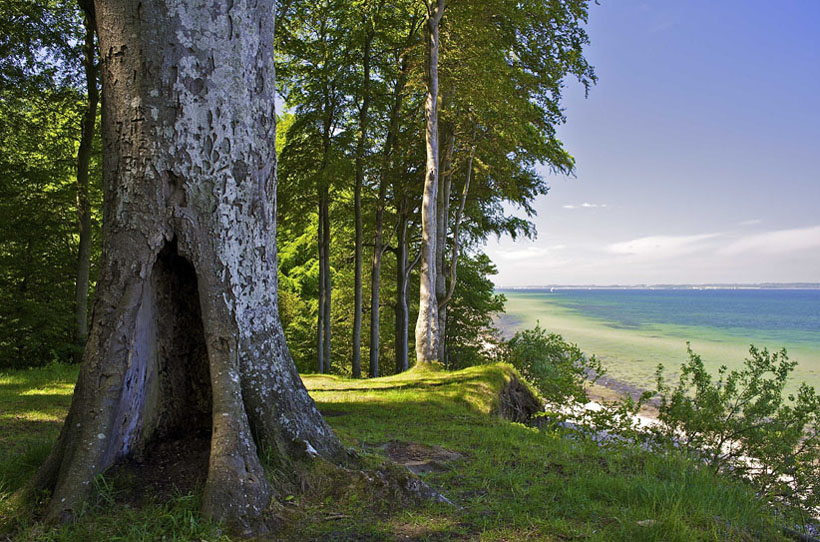
Berkenbos in Noer aan de baai van Eckernförde

De baai werd gevormd tijdens de laatste ijstijd tussen 120.000 en 10.000 jaar geleden uit een gletsjer. Volgens sommige geologen was de dieptecontour van de baai van Eckernförde al voor de ijstijd gevormd en droeg deze bij aan het feit dat de Eckernfördegletsjer in twee delen werd opgesplitst, de noordelijke Windebyer-Noor en de zuidelijke Wittensee-Goossee.
Het oorspronkelijke post-glaciale uiteinde van de baai van Eckernförde, de huidige Windebyer Noor, wordt nu van de Oostzee gescheiden door een landtong waarop de stad Eckernförde is gebouwd. In 1929 werd de Noor verder afgescheiden door kunstmatige dijken. Er zijn plannen om een kanaal aan te leggen tussen de baai en de Windebyer Noor.
De oevers van de baai worden gevormd door de getijden en de branding, want bij harde wind uit het noordoosten en zuidwesten kan de zee zich opstapelen. Als het waterpeil 0,75 m hoger is dan normaal, wordt zand en grind van de klifkust geërodeerd. Op sommige plaatsen wordt de kustlijn elk jaar 15 tot 20 cm korter. Als gevolg hiervan zijn de heuvels van de eindmorenen, die zich tijdens de laatste ijstijd in het zuidoosten hadden gevormd, uitgehold en heeft zich voor Altenhof een 30 m hoge en 3,6 km lange klif gevormd. Het gestaag geërodeerde materiaal is deels verder naar het westen afgezet en heeft de Goossee gescheiden van de baai van Eckernförde. Verschillende zandbanken lopen parallel aan het strand. De oevers zijn voornamelijk bebost met loofbomen.

## Geschiedenis
Omdat Deense stammen zich sinds ongeveer 700 n.Chr. in Schwansen hadden gevestigd en Duitse kolonisten rond 1260 in het Dänischer Wohld aankwamen, werd de baai van Eckernförde de taalgrens tussen Nederduits in het zuiden en Deens in het noorden. De scheidslijn is nog steeds zichtbaar in de Deens-Noordse toponiemen in Schwansen, waar later Duits als Lingua franca werd gebruikt. Tot in de 19e eeuw bleef het Deens echter ook in Schwansen wijdverbreid in gebruik. Zowel Schwansen als het Dänischer Wohld behielden hun feodale karakter tot in de Vroegmoderne Tijd.

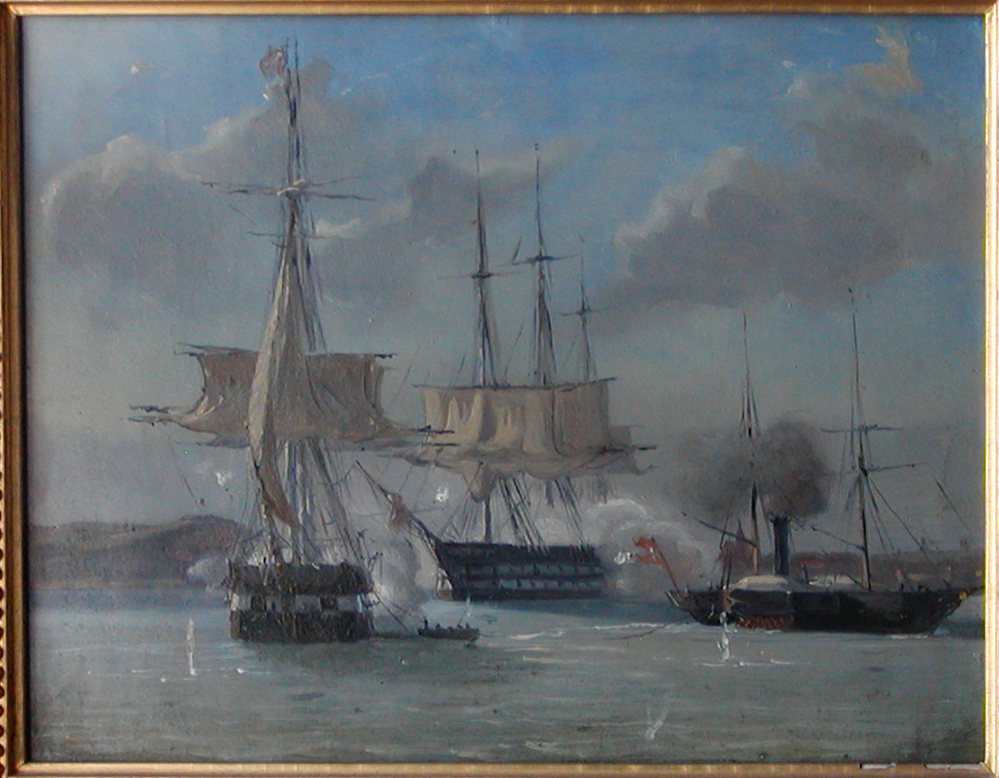
Slag bij Eckernförde in 1849.

Tijdens de Slag bij Eckernförde in 1849 werden het Deense linieschip Christian VIII en het Deense fregat Gefion beschoten door strandbatterijen van de troepen van Sleeswijk-Holstein. Christian VIII explodeerde uiteindelijk en de bemanning van het fregat gaf zich over en het schip werd overgenomen door het Sleeswijk-Holsteinse leger.
Een paar jaar later veroorzaakte de overstroming van de Oostzee in 1872 ernstige schade aan de kustplaatsen van de baai van Eckernförde. Vooral de stad Eckernförde werd zwaar getroffen.

## Economie, infrastructuur en transport
De baai van Eckernförde is een populaire vakantiebestemming. De badplaats Eckernförde registreert ongeveer 135.000 overnachtingen per jaar. Er zijn elf campings verspreid over de baai. De wateren van de baai zijn ook het startpunt voor de eeuwenoude Aalregatta tijdens de Kieler Woche.
De Bundeswehr heeft verschillende bases en faciliteiten aan de baai van Eckernförde, zoals de WTD 71, een instituut voor mariene technologie en onderzoek, een beperkt militair gebied, dat verboden is voor burgers.
Sinds de 15e eeuw bestond er een weg op de strandwal (vlakbij de moderne Bundesstrasse 76) tussen de Goossee en de baai van Eckernförde, die later werd omgebouwd tot een dam. De dam werd zwaar beschadigd tijdens de overstroming van de Oostzee in 1872, omdat de weg die in de 17e eeuw was aangelegd niet meer functioneerde. De weg werd herbouwd en de dam werd verhoogd. De moderne weg werd in 1965 aangelegd.
De spoorlijn Kiel - Flensburg (gebouwd door de Kiel-Eckernförde-Flensburger Eisenbahn-Gesellschaft (KEFE)) loopt parallel aan de weg en wordt geëxploiteerd door de Schleswig-Holstein Regional Railway.
Talrijke fietspaden, zoals de Oostzeeroute, doorkruisen het gebied van de baai van Eckernförde. De Oostzeeroute loopt rond de Oostzee als onderdeel van het Europese EuroVelo-netwerk. De regio is zo verbonden met Kiel, Lübeck en Kopenhagen.